# Ribera de Arriba
Ribera de Arriba (in asturiano La Ribera) è un comune spagnolo di 1 973 abitanti situato nella comunità autonoma delle Asturie.

## Geografia fisica
Il comune è suddiviso in 5 parrocchie:
- Ferreros
- Palomar (Palombar in asturiano)
- Perera
- Soto de Ribera (capoluogo)
- Tellego (Teyego in asturiano)

A Palomar, Soto de Ribera e Ferreros scorre il fiume Nalón.